# Аллея Войска Польского (Щецин)
Аллея Войска Польского в Щецине — одна из главных улиц Щецина (длина 6,9 км), идущая с юго-востока на северо-запад. Она расположена на территории восьми городских округов: Центрум, Средместье-Захуд, Средместье-Пулноц, Ленкно, Погодно, Арконьске-Немежин, Завадзкего-Клоновица и Глембоке-Пильхово. 
Аллея представляет собой участок воеводской дороги № 115. Это вторая по длине улица в Щецине (самая длинная — улица Флориана Крыгера).

## История

### До 1945 года
Сегодняшний проспект Войска Польского первоначально был дорогой, ведущей от Портовых ворот к северо-западу от Щецина. В 1858 году на пересечении с улицей Люблинской Унии (Am Deutschen Berg) был построен комплекс зданий фабрики Stoewer. В 1870-х годах между пересечением с улицей Петра Скарги (Roonstraße) и площадью Серых полков (Arndtplatz) были построены виллы района Вестенд. В 1879 году на пересечении с улицей Петра Скарги был построен комплекс зданий депо конного трамвая. 23 августа 1879 года первые конные трамваи отправились от проспекта Войска Польского до улицы Станислава Сташица (Grenzstraße). В 1890-х годах трамвайная линия была электрифицирована, а северная часть проспекта была частично застроена виллами района Ной Вестенд. В то же время участки  от площади Серых полков до площади Согласия были застроены многоэтажными доходными домами. Дальнейшие строительные инвестиции в были осуществлены после окончания Первой мировой войны, когда к северу от улицы Петра Скарги были построены многоквартирные дома. В 1938 году старое трамвайное депо на пересечении с улицей Петра Скарги было закрыто, и было открыто новое трамвайное депо, Straßenbahnhof West (сегодня трамвайное депо Погодно).

### 1945—1973
В результате бомбардировок Щецина во время Второй мировой войны часть зданий в районе площади Согласия была разрушена. В 1959 году на участке у пересечения с улицей Малковского было построено здание кинотеатра «Космос» по проекту Анджея Козеньовского. В 1962 году на одном из углов с Ягеллонской улицей был построен многоквартирный дом по проекту Я. Карвовского. В 1963 году был объявлен конкурс на застройку участков, образовавшихся после разбора завалов разрушенных доходных домов. Конкурс выиграли архитекторы из Щецина: Вацлав Фурманчик и Витольд Яжинка, которые спроектировали четыре одинаковых 10-этажных многоквартирных дома. Два из них были построены возле пересечения с улицей Эдмунда Балуки, третий — возле пересечения с улицей Героев варшавского гетто, а четвертый — на участке между площадью Согласия и улицей Ягеллонской.

### 1973—2015
1 декабря 1973 года по решению мэра Яна Стопыры трамвайное движение было прекращено на участке между площадями Серых полков и Победы. Год спустя этот участок был модернизирован: были отремонтированы тротуары и проезжая часть, установлены светофоры, уличная мебель, посажены деревья и обновлены фасады зданий. На пересечении улиц Петра Сцегенного и Королевы Ядвиги был сооружен фонтан в виде мозаичной стены, которая обычно называлась «Стеной плача». С начала 1980-х годов до 1994 года была проведена реконструкция проспекта и трамвайных путей на участке от площади Серых полков до улицы Богумилы и далее к Глубокому озеру. В 1994 году трамвайное депо на пересечении с улицей Петра Скарги было отключено от трамвайной линии, проходящей по проспекту Войска Польского.
В 1990-х годах участки земли между площадью Победы и площадью Согласия были заполнены новыми зданиями. 25 ноября 2001 года «Стена плача» была демонтирована и заменена медным фонтаном в виде кувшина, льющего воду, который был разрушен и окончательно демонтирован менее чем через три года.

### После 2015 года
В июле и августе 2015 года Социологическое общество Щецина (польский Szczecińskie Towarzystwo Socjologiczne) и Центр социально-экономического развития (польский Centrum Rozwoju Społeczno-Gospodarczego) провели общественные консультации по поводу будущего облика участка проспекта Войска Польского между площадью Серых полков и площадью Победы. В ходе общественного обсуждения жители отвергли возможность реконструкции трамвайных путей или превращения проспекта в пешеходную зону. В январе 2017 года город провел второе общественное обсуждение, в ходе которого члены советов городских округов и жители имели возможность выбрать одну из четырех концепций реконструкции проспекта:
- вариант № 1: две проезжие части с одной полосой движения каждая, разделенные зеленым поясом с местами для парковки, введение зоны ограничения скорости 30 км/ч,
- вариант № 2: две проезжие части по две полосы каждая, центральные полосы разделены с трамвайными путями, ограничение движения автомобилей, обеспечивая доступ на проспект только для такси, автомобилей жителей и автобусов,
- вариант № 3: сохранение существующего решения, т.е. две проезжие части с двумя полосами движения каждая, ограничение парковки,
- вариант № 4: возврат к схеме движения до 1973 года, т.е. две проезжие части с двумя полосами движения каждая, трамвайные пути в средних двух полосах, ограничение парковки.

В конечном счете, победил вариант № 1. В ответ на отказ от реконструкции трамвайной линии Ассоциация эстетического и современного Щецина (польский Stowarzyszenie Estetycznego i Nowoczesnego Szczecina) потребовала от города повторного проведения общественных консультаций. В мае 2017 года среда, состоящая из городских активистов, начала сбор подписей под проектом гражданской резолюции о восстановлении трамвайного движения по проспекту Войска Польского. За восстановление трамвайной линии проголосовали 1554 человека, после чего резолюция была вынесена на голосование на сессии городского совета. В итоге, при 9 голосах «за», 9 «против» и 2 воздержавшихся, резолюция не была принята.
В июне 2017 года город в сотрудничестве с Ассоциацией польских архитекторов объявил конкурс на разработку проекта реконструкции проспекта Войска Польского от площади Победы до площади Серых полков. Проект-победитель был подготовлен компанией «Archaid». В конце 2020 года город объявил тендер на выполнение работ по реконструкции вышеуказанного участка проспекта в соответствии с победившим проектом. Тендерная процедура была завершена в марте 2021 года в пользу компании «MTM». Выбранный подрядчик обязан выполнить работы по модернизации в течение 24 месяцев со дня подписания договора на выполнение каждого из двух инвестиционных этапов.

## Здания
| Номер | Название                               | Фото     | Годы строительства | Obiekt zabytkowy | Описание |
| ----- | -------------------------------------- | -------- | ------------------ | ---------------- | --- |
|       | Скульптура «Лабиринт»                  | bezramki | 1997               | нет              | Фонтан из клинкерных форм, спроектированный Рышардом Вилком и построенный на средства мэрии Щецина и Поморского кредитного банка. В настоящее время находится в руинах.           |
| 2     | Кино Пионер 1907                       | bezramki | 1907               | да               | Один из старейших непрерывно действующих кинотеатров в мире. |
| 8     | Кино «Космос»                          | bezramki | 1959               | да               | Здание кинотеатра было построено в 1959 году по проекту Анджея Корзеновского. Кинотеатр был закрыт в 2003 году.                                                                   |
| 63    |                                        | bezramki |                    | нет              | Многоквартирный дом, в котором Вильгельм Мейер-Швартау, архитектор и мэр Щецина, жил с 1891 по 1935 год.                                                                          |
| 64    | Вилла Генриха Штольтинга               | bezramki | 187x               | да               | Вилла, построенная после 1870 года для Генриха Штольтинга. В настоящее время здесь располагается Художественное агентство Щецина.                                                 |
| 65    |                                        | bezramki | 1882               | да               | Вилла построена в 1882 году. |
| 66    | Вилла Кводбаха                         | bezramki | 1882               | да               | Вилла, спроектированная в 1876 году К. Дж. Деккером для предпринимателя Кводбаха. В настоящее время здесь располагается Ассоциация сотрудничества Польша-Восток.                  |
| 70    | Вилла Августа Хорна                    | bezramki | 1871—1872          | да               | Вилла была построена для Августа Хорна, предпринимателя. Это один из трех деревянных домов, сохранившихся в Щецинском районе Средмесьце.                                          |
| 72    | Вилла Симона                           | bezramki | 1910—1911          | да               | Вилла, построенная в 1910—1911 годах для торговца по имени Симон. В настоящее время это медицинская клиника.                                                                      |
| 73    |                                        | bezramki |                    | да               | В течение многих лет вилла была резиденцией Польского радио Щецина. |
| 76    | Вилла Фрица Хердера                    | bezramki | 1896—1897          | да               | Вилла была построена в 1896-1897 годах по проекту Нулина Видмана для предпринимателя Фрица Хердера. В настоящее время здесь находится католическая средняя школа.                 |
| 84    | Вилла Августа Ленца                    | bezramki | 1888—1889          | да               | Вилла была построена в 1888—1889 годах в эклектическом стиле по проекту Макса Дрехслера для Августа Ленца.                                                                        |
| 92    | Вилла Квисторпов                       | bezramki | 1871—1872          | да               | Вилла в стиле неоренессанс, построенная в 1871—1872 годах для Йоханнеса Квисторпа. С 1950 года здесь располагается воеводская служба скорой помощи.                               |
| 97    | Вилла Карла Герлоффа                   | bezramki | 1871—1872          | да               | Вилла в стиле неоренессанс, построенная в 1871—1872 годах для мастера-плотника Карла Герлоффа. В настоящее время здесь располагается медицинская клиника.                         |
| 115   | Вилла Георга Гравица                   | bezramki | 1897—1898          | да               | Эклектичная вилла, построенная в 1897—1898 годах для городского советника Георга Гравица. Здесь находится Государственная начальная музыкальная школа имени Тадеуша Шелиговского. |
| 186   | Завод автомобильных механизмов «Полмо» | bezramki | 1899               | нет              | Завод был основан в Щецине в 1946 году на территории бывшего немецкого завода «Stoewer Werke AG». Сегодня офисное здание принадлежит застройщику «Modehpolmo».                    |
| 200   | Трамвайное депо Погодно                | bezramki | 1938               | нет              | Трамвайное депо, расположенное в жилом массиве Завадзкего-Клоновица, в Западном районе. Оно было открыто 22 сентября 1938 года.                                                   |
| 211   | Вилла Отто Линднера                    | bezramki | 1925               | да               | Модернистская вилла, построенная в 1925 году для торговца Отто Линднера. В настоящее время здесь располагается государственный детский сад № 2.                                   |

## Общественный транспорт
По состоянию на 24 мая 2021 года по проспекту Войска Польского курсировали следующие линии общественного транспорта:
- трамвайные линии:
  - 1, 9[45]
- автобусные линии:
  - регулярно ежедневно: 53, 60, 87[45]
  - ночь: 529, 531[45]

## Галерея

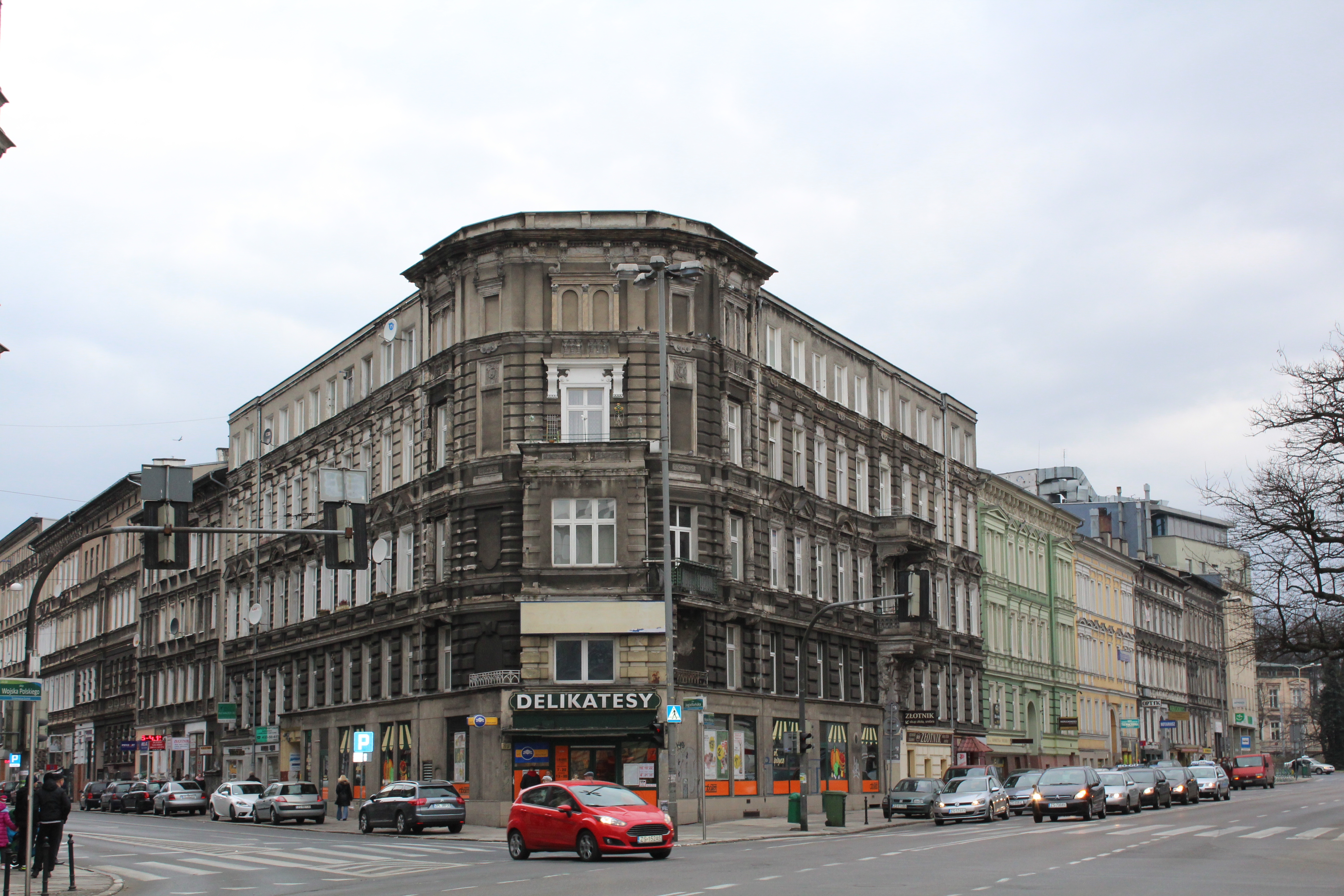
Жилые дома на пересечении с Ягеллонской улицей
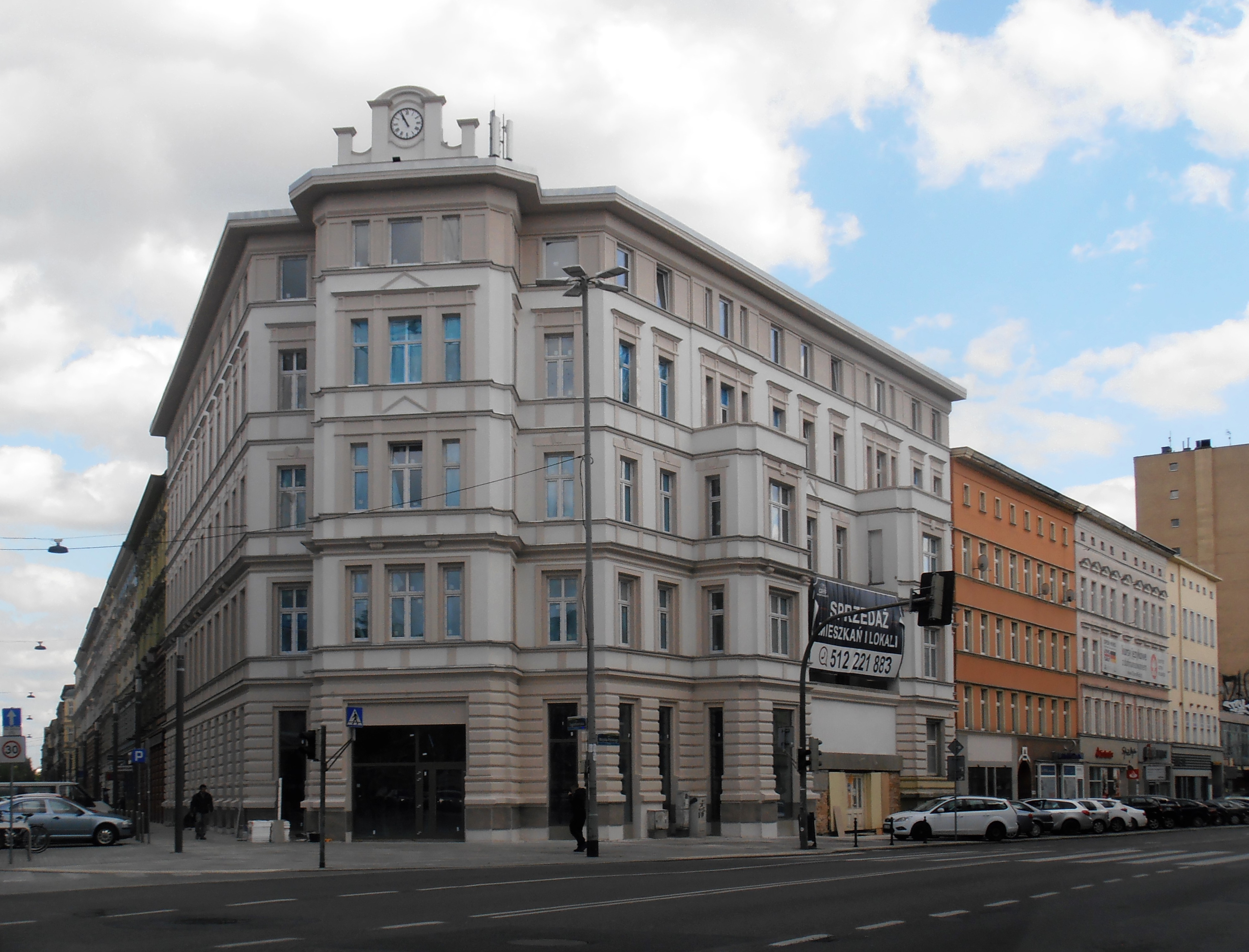
Жилые дома на пересечении с Ягеллонской улицей
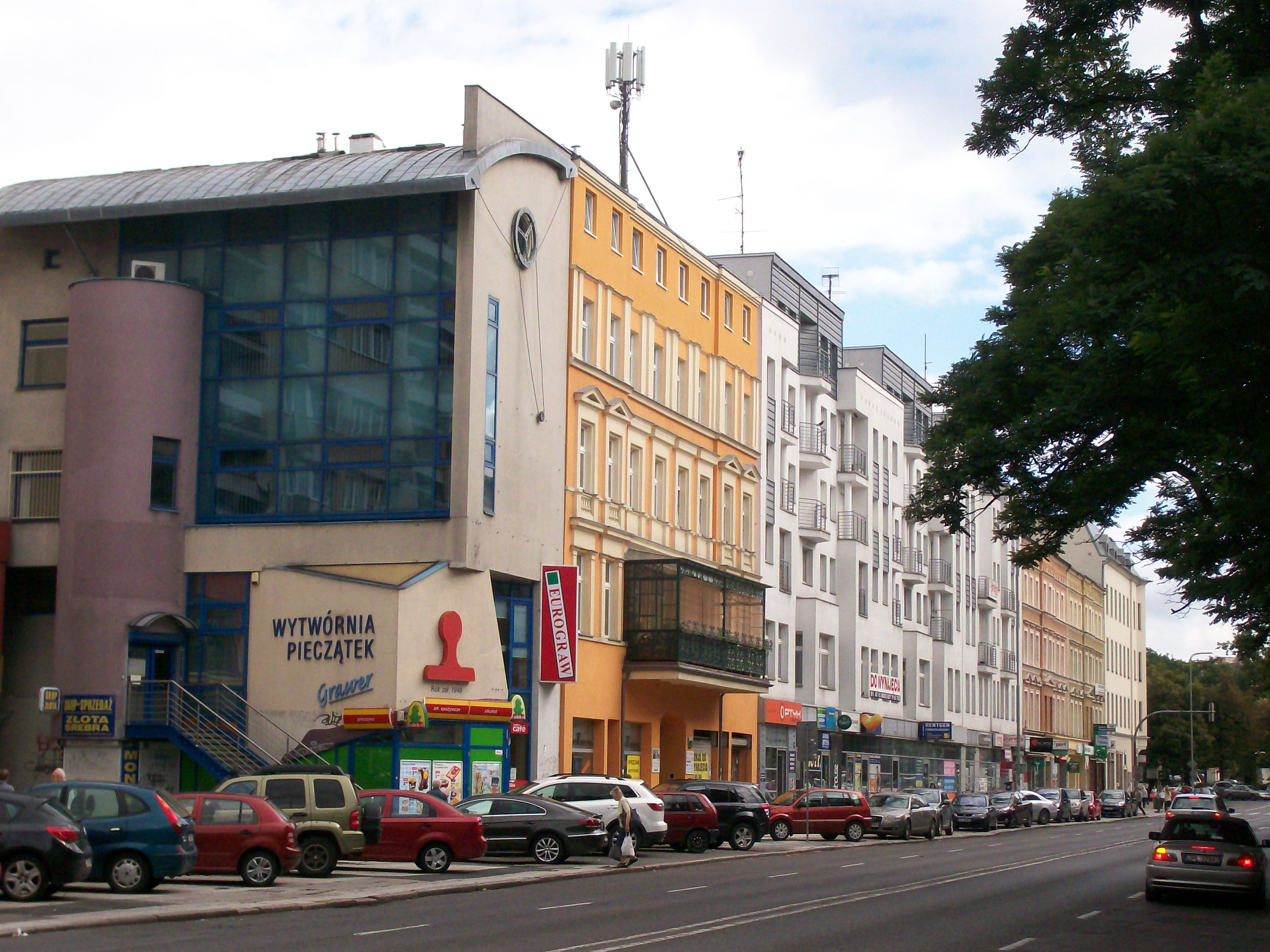
Жилые дома вблизи площади Согласия
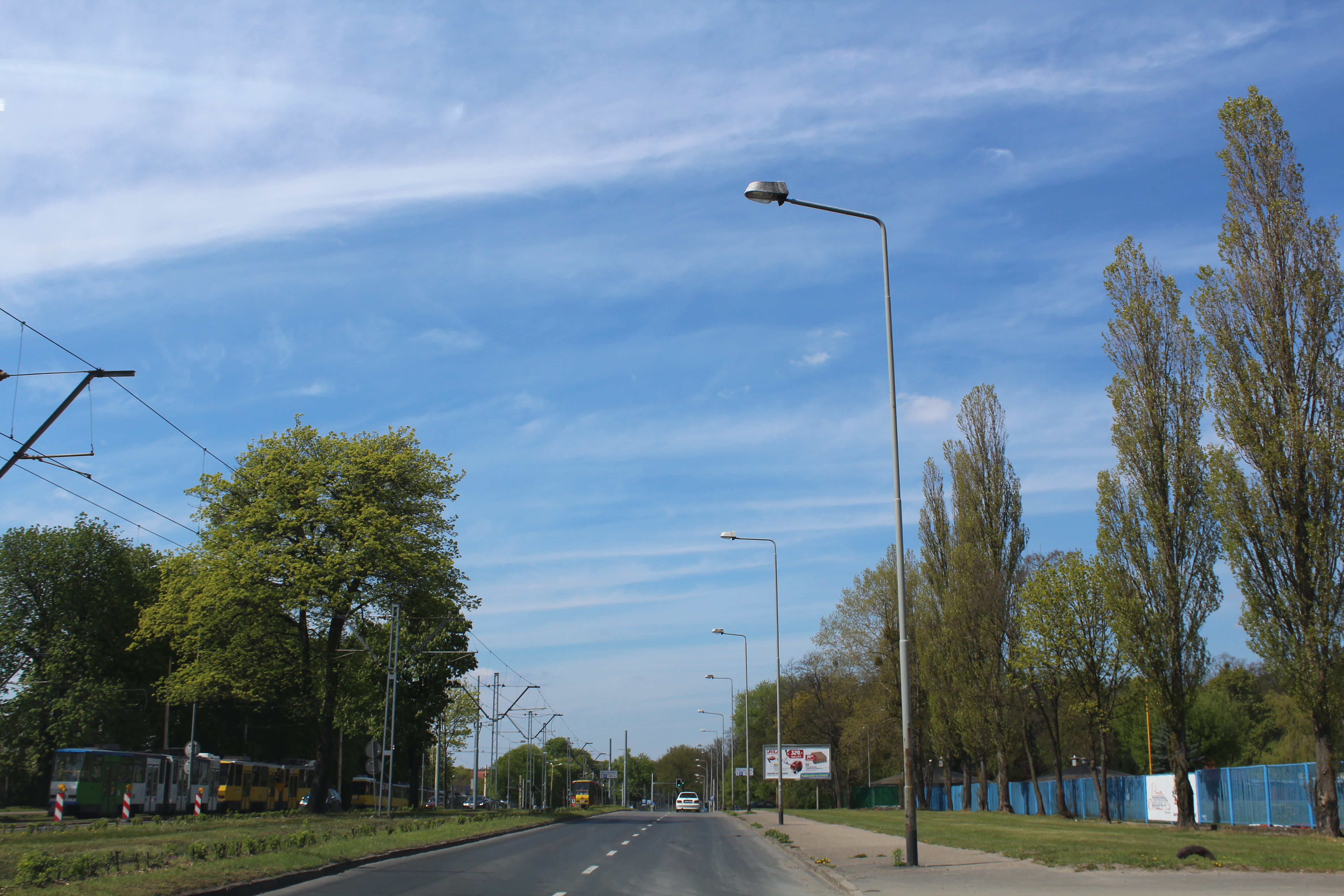
Аллея возле трамвайного депо Погодино